# Anna Carin Olofsson-Zidek
Pour les articles homonymes, voir Zidek.
Anna Carin Helena Cecilia Olofsson-Zidek, née Olofsson le 1er avril 1973 à Sveg dans la commune de Härjedalen, est une biathlète et fondeuse suédoise. Membre de l'équipe nationale de biathlon depuis 2003, elle remporte sa première course de Coupe du monde le 7 décembre 2005 sur un individuel 15 km. Elle avait signé deux deuxièmes places avant cette victoire sur la Coupe du monde en 2004-2005. En 2006, elle devient championne olympique de la mass-start à Turin après avoir obtenu la médaille d'argent sur le sprint puis termine deuxième de la Coupe du monde derrière Kati Wilhelm. Elle a pris sa retraite sportive en 2011.

## Biographie

### Carrière en ski de fond
Anna Carin Olofsson commence sa carrière internationale dans le ski de fond en 1993, remportant une médaille d'argent en relais aux Championnats du monde junior. En 1994, elle court sa première épreuve de Coupe du monde à Falun. En février 1996, elle marque ses premiers points dans cette compétition avec une 17e place au sprint de Reit im Winkl. Elle améliore cette performance en décembre 1998 à Kitzbühel avec le treizième rang.
Finalement en 2002, elle participe a son premier grand championnat, les Jeux olympiques de Salt Lake City, où elle est trentième au quinze kilomètres libre au mieux.

### Débuts en biathlon et premiers podiums
Lors de l'hiver 2002-2003, entraînée par Wolfgang Pichler, elle intègre l'équipe nationale de biathlon pour la Coupe du monde, marquant ses premiers points à Osrblie. Après des performances honorables au début de la saison suivante, la biathlète dispute sa première mass-start à Pokljuka, qu'elle achève au septième rang, son premier top dix. En 2004-2005, elle passe un nouveau cap, puisque après quatre résultats dans le top dix, elle se retrouve sur le podium de l'individuel à Antholz, le premier de sa carrière. Son deuxième podium est décroché à la mass start des Championnats du monde à Hochfilzen, où elle gagne la médaille d'argent. Elle prend place au dixième rang de la Coupe du monde.

### 2006: championne olympique
Sur la deuxième étape à Hochfilzen, elle domine l'individuel avec une marge de quarante secondes sur Olga Zaïtseva (biathlon). Elle empoche par l'occasion sa première victoire en Coupe du monde. Ensuite, à Osrblie, elle remporte son premier doublé sprint-poursuite, à chaque fois confortablement devant sa principale rivale Kati Wilhelm puis se classe deuxième du sprint d'Oberhof. Un mois plus tard, elle devient vice-championne olympique du sprint derrière Florence Baverel, malgré une faute au tir. Après deux résultats hors du top dix, elle revient sur le devant de la scène pour aller chercher le plus grand titre de sa carrière à la mass start (départ en ligne), où elle remporte l'or devant Wilhelm encore. 
Elle se bat ensuite avec cette dernière pour le gain du classement général de la Coupe du monde, s'impose deux fois à Kontiolahti et terminant troisième à Oslo. Kati Wilhelm la devance finalement et Olofsson doit se contenter du deuxième rang.

### 2007-2010: nouvelles médailles
Aux Championnats du monde 2007, elle y signe une de ses meilleures compétitions, remportant la médaille d'argent au sprint, celle de bronze à la poursuite puis enfin le titre au relais mixte, le seul de sa carrière. Il s'agit d'une nouvelle saison aboutie pour la biathlète, puisqu'elle termine troisième au classement général de la Coupe du monde avec trois victoires individuelles cet hiver.
Lors de la saison 2007-2008, la Suédoise tombe enceinte, mais continue à prendre part aux compétitions, y compris les Championnats du monde d'Östersund. Au mois de juin, elle donne naissance à son fils, puis retourne rapidement à l'entraînement. Elle se marie également en 2008 et dispute la suite de sa carrière sous le nom d'Olofsson-Zidek.
Aux Championnats du monde 2009 et 2010, sur le relais mixte, elle obtient respectivement la médaille d'argent, puis la médaille de bronze.
Après deux saisons sans victoire, elle renoue avec le succès en décembre 2009 au sprint d'Hochfilzen puis à celui de Ruhpolding.
Aux Jeux olympiques de Vancouver, elle est notamment quatrième de la poursuite, après une remontée depuis la vingtième place. 

### 2011: fin de carrière
Au début de la saison 2010-2011, elle s'impose pour la douzième et dernière fois au plus haut niveau à l'individuel d'Östersund, devant son public suédois, grâce à un sans faute au tir, qui était sa faiblesse au début de sa carrière. 
À court de motivation, la biathlète surnommée “ACO” se retire du biathlon après la saison 2010-2011.

### Vie en dehors du biathlon
En 2008, elle se marie avec le biathlète canadien Tom Zidek, avec qui elle a eu un fils. Elle travaille ensuite à la télévision en tant qu'experte puis dans l'éducation physique.

## Palmarès en biathlon

### Jeux olympiques d'hiver
| Édition \ Épreuve              | Individuel | Sprint                             | Poursuite | Départ groupé                  | Relais |
| Jeux olympiques 2006 Turin     | 15e        | Médaille d'argent, Jeux olympiques | 14e       | Médaille d'or, Jeux olympiques | —      |
| Jeux olympiques 2010 Vancouver | 17e        | 20e                                | 4e        | 13e                            | 5e     |

Légende :
- : première place, médaille d'or
- : deuxième place, médaille d'argent
- : troisième place, médaille de bronze
- — : pas de participation à l'épreuve

### Championnats du monde
| Mondiaux \ Épreuve      | Individuel                   | Sprint                       | Poursuite                    | Départ en masse              | Relais                       | Relais mixte                     |
| 2003 Khanty-Mansiïsk    | 24e                          | 38e                          | 31e                          | —                            | —                            | Épreuve inexistante à cette date |
| 2004 Oberhof            | 53e                          | 61e                          | —                            | —                            | —                            | Épreuve inexistante à cette date |
| 2005 Hochfilzen         | 8e                           | 10e                          | 6e                           | Médaille d'argent, monde     | —                            | —                                |
| 2006 Pokljuka           | Jeux olympiques de Turin     | Jeux olympiques de Turin     | Jeux olympiques de Turin     | Jeux olympiques de Turin     | Jeux olympiques de Turin     | 6e                               |
| 2007 Antholz-Anterselva | 5e                           | Médaille d'argent, monde     | Médaille de bronze, monde    | —                            | —                            | Médaille d'or, monde             |
| 2008 Östersund          | —                            | 22e                          | 23e                          | —                            | 4e                           | —                                |
| 2009 Pyeongchang        | 4e                           | 14e                          | 15e                          | 20e                          | 5e                           | Médaille d'argent, monde         |
| 2010 Khanty-Mansiïsk    | Jeux olympiques de Vancouver | Jeux olympiques de Vancouver | Jeux olympiques de Vancouver | Jeux olympiques de Vancouver | Jeux olympiques de Vancouver | Médaille de bronze, monde        |
| 2011 Khanty-Mansiïsk    | 45e                          | 11e                          | 13e                          | 18e                          | 6e                           | 4e                               |

Légende :
- : première place, médaille d'or
- : deuxième place, médaille d'argent
- : troisième place, médaille de bronze
- : le relais mixte fait son apparition en 2005 et est la seule épreuve disputée aux championnats du monde en 2006 et 2010, la course ne figurant pas encore au programme olympique
- — : Elle n'a pas participé à cette épreuve

### Coupe du monde
- Meilleur classement général : 2e en 2006.
- Vainqueur de 2 petits globes de cristal : sprint en 2007 et individuel en 2010.
- 40 podiums[8] :
  - 30 podiums individuels : 12 victoires, 11 deuxièmes places et 7 troisièmes places.
  - 6 podiums en relais : 2 victoires, 2 deuxièmes places et 2 troisièmes places.
  - 4 podiums en relais mixte : 2 victoires, 1 deuxième place et 1 troisième place.

#### Détail des victoires
| Saison \ Épreuve | Individuel | Sprint                | Poursuite           | Mass start  | Total |
| 2005-2006        | Hochfilzen | Osrblie Kontiolahti   | Osrblie Kontiolahti | Turin (J.O) | 6     |
| 2006-2007        |            | Pokljuka              | Hochfilzen          | Ruhpolding  | 3     |
| 2009-2010        |            | Hochfilzen Ruhpolding |                     |             | 2     |
| 2010-2011        | Östersund  |                       |                     |             | 1     |
| Total            | 2          | 5                     | 3                   | 2           | 12    |

#### Classements en Coupe du monde
| Saison    | Classement général final | Individuel | Sprint | Poursuite | Mass start |
| 2002-2003 | 51e                      | 42e        | 53e    | 47e       |            |
| 2003-2004 | 25e                      | 27e        | 24e    | 27e       | 16e        |
| 2004-2005 | 10e                      | 5e         | 12e    | 14e       | 9e         |
| 2005-2006 | 2e                       | 3e         | 2e     | 2e        | 5e         |
| 2006-2007 | 3e                       | 2e         | 1re    | 4e        | 8e         |
| 2007-2008 | 12e                      | 6e         | 12e    | 20e       | 16e        |
| 2008-2009 | 10e                      | 11e        | 11e    | 9e        | 12e        |
| 2009-2010 | 5e                       | 1re        | 4e     | 6e        | 14e        |
| 2010-2011 | 8e                       | 9e         | 10e    | 8e        | 12e        |

## Palmarès en ski de fond

### Jeux olympiques d'hiver
| Édition \ Épreuve                   | Sprint | 15 km libre | 30 km classique | Relais |
| Jeux olympiques 2002 Salt Lake City | 37e    | 30e         | Abandon         | 46e    |

Légende :
- : première place, médaille d'or
- : deuxième place, médaille d'argent
- : troisième place, médaille de bronze
- — : pas de participation à l'épreuve